# دیورآسونی‌فا
دیورآسونی‌فا (به مجاری:  Győrasszonyfa) یک شهرداری در مجارستان است که در ناحیه پانون‌هالما واقع شده‌است. دیورآسونی‌فا۶٫۴۸ کیلومتر مربع مساحت و ۵۰۶ نفر جمعیت دارد.